# Odio di famiglia
Odio di famiglia (Children of the Feud) è un cortometraggio muto del 1914 diretto da Ned Finley.

## Produzione
Il film fu prodotto dalla Vitagraph Company of America.

## Distribuzione
Distribuito dalla General Film Company, il film - un cortometraggio in due bobine - uscì nelle sale cinematografiche statunitensi il 14 febbraio 1914.
In Italia, dove fu distribuito dalla Ferrari, ottenne il visto di censura nº3115.
Ne venne fatta una riedizione distribuita sul mercato americano dalla Favorite Films il 28 gennaio 1918.